# Алебастр

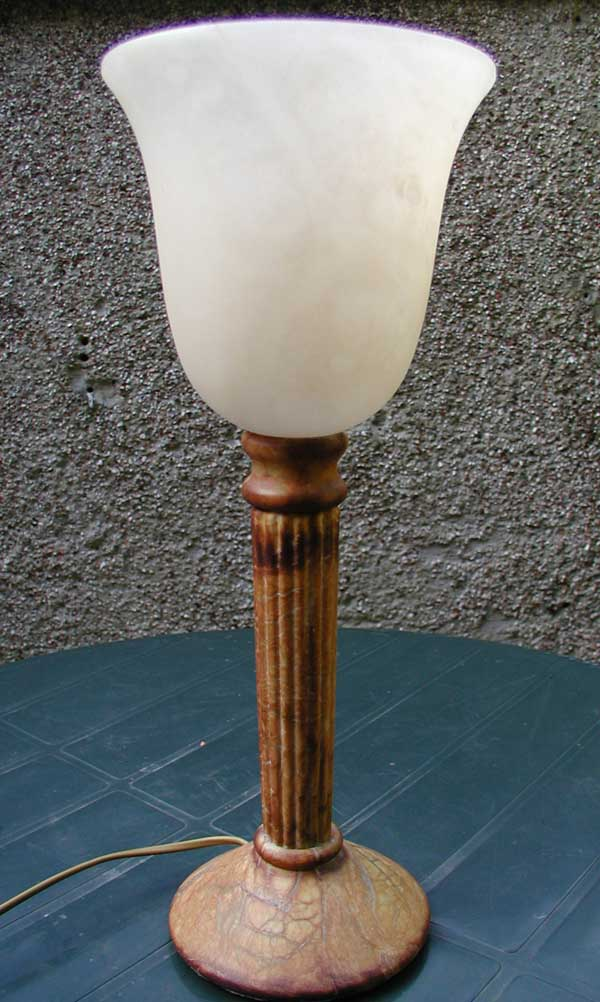
Современный светильник из итальянского алебастра (белого и коричневого).

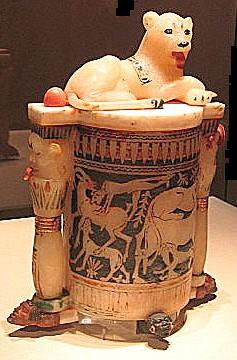
Косметический сосуд из кальцитового алебастра, увенчанный львицей, изображающей богиню Баст; из гробницы Тутанхамона, 1323 год до н. э. Каирский египетский музей.

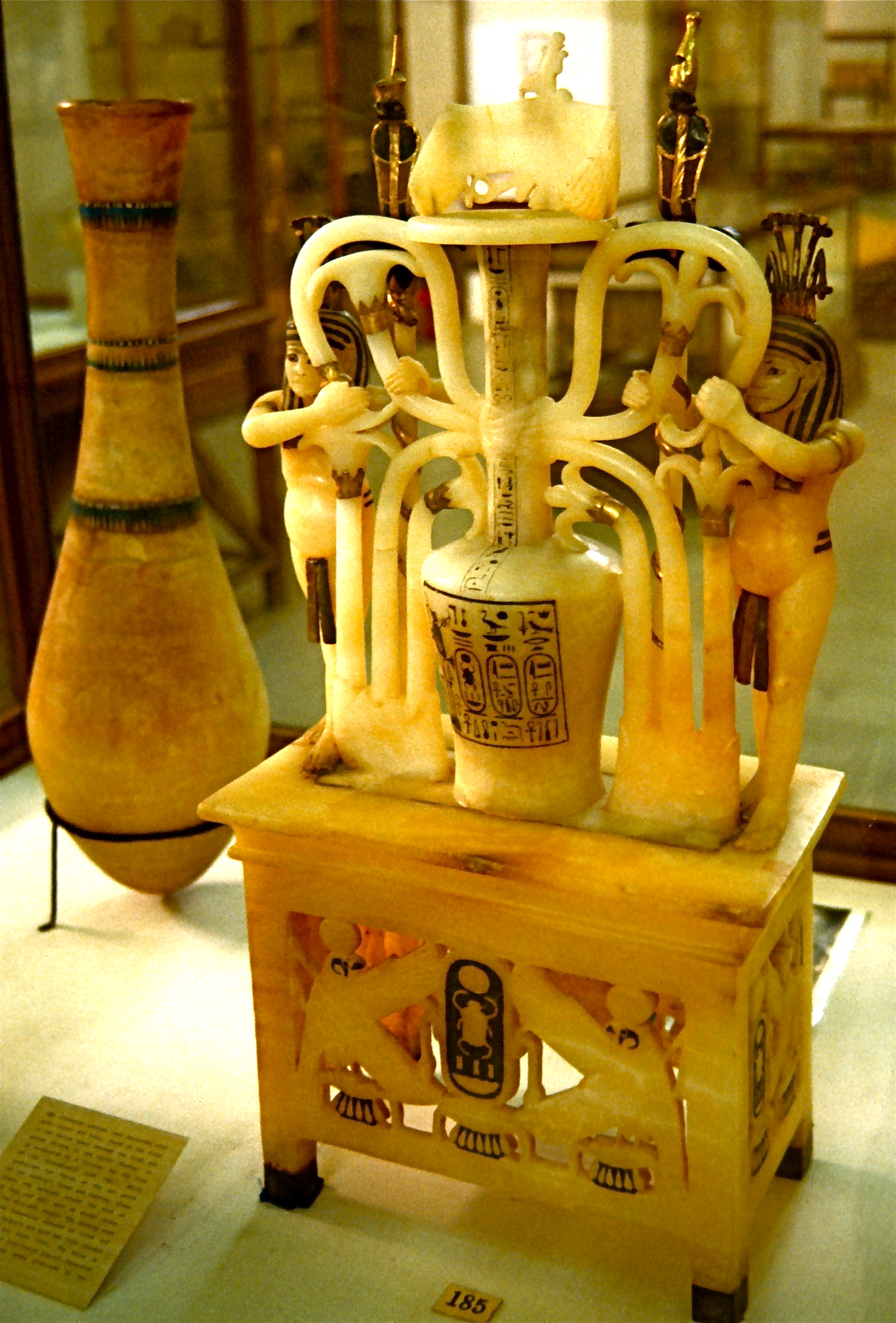
Сосуд для духов из кальцитового алебастра из гробницы Тутанхамона, 1323 год до н. э.

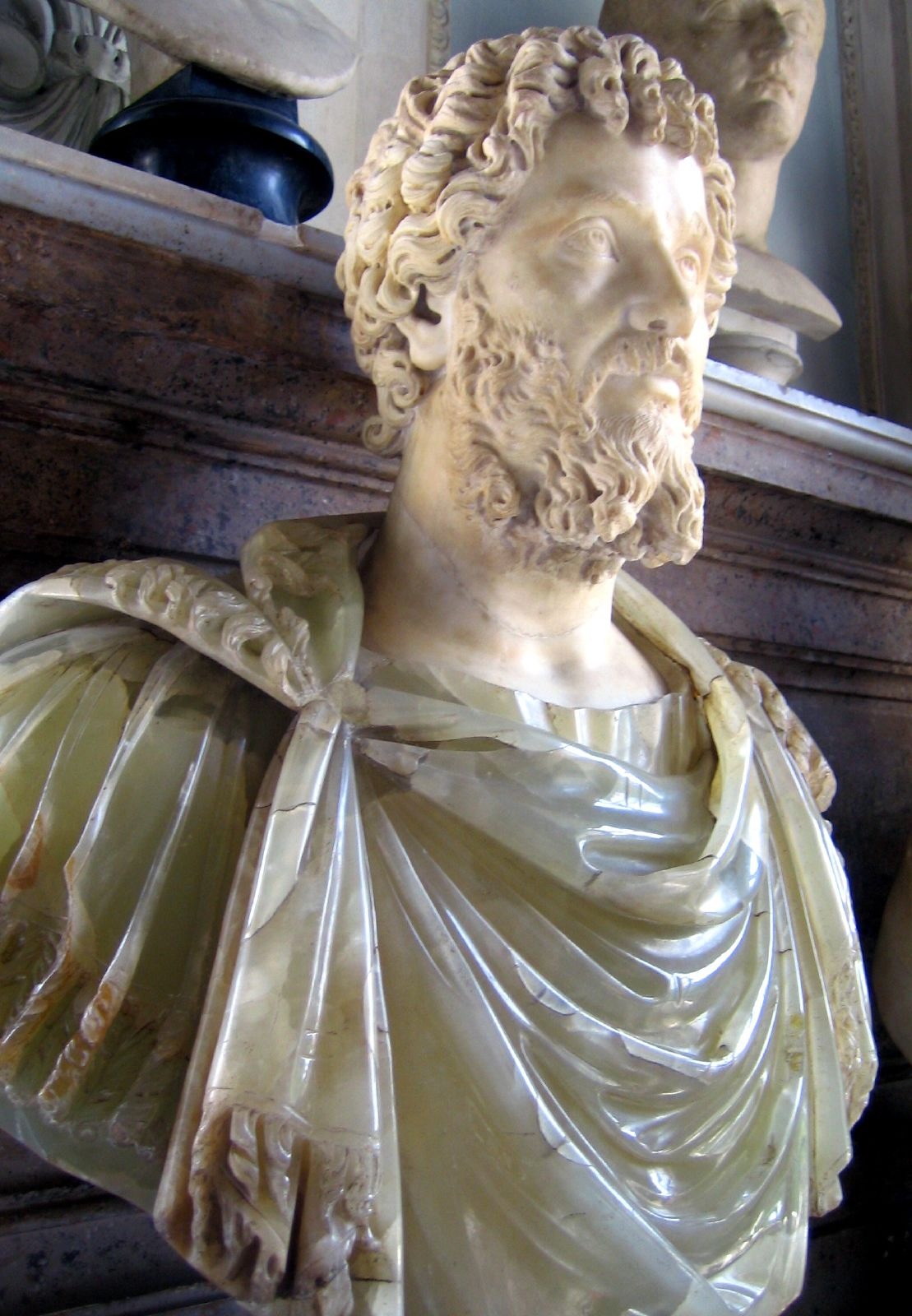
Бюст из алебастра Септимия Севера в Капитолийском музее, Рим

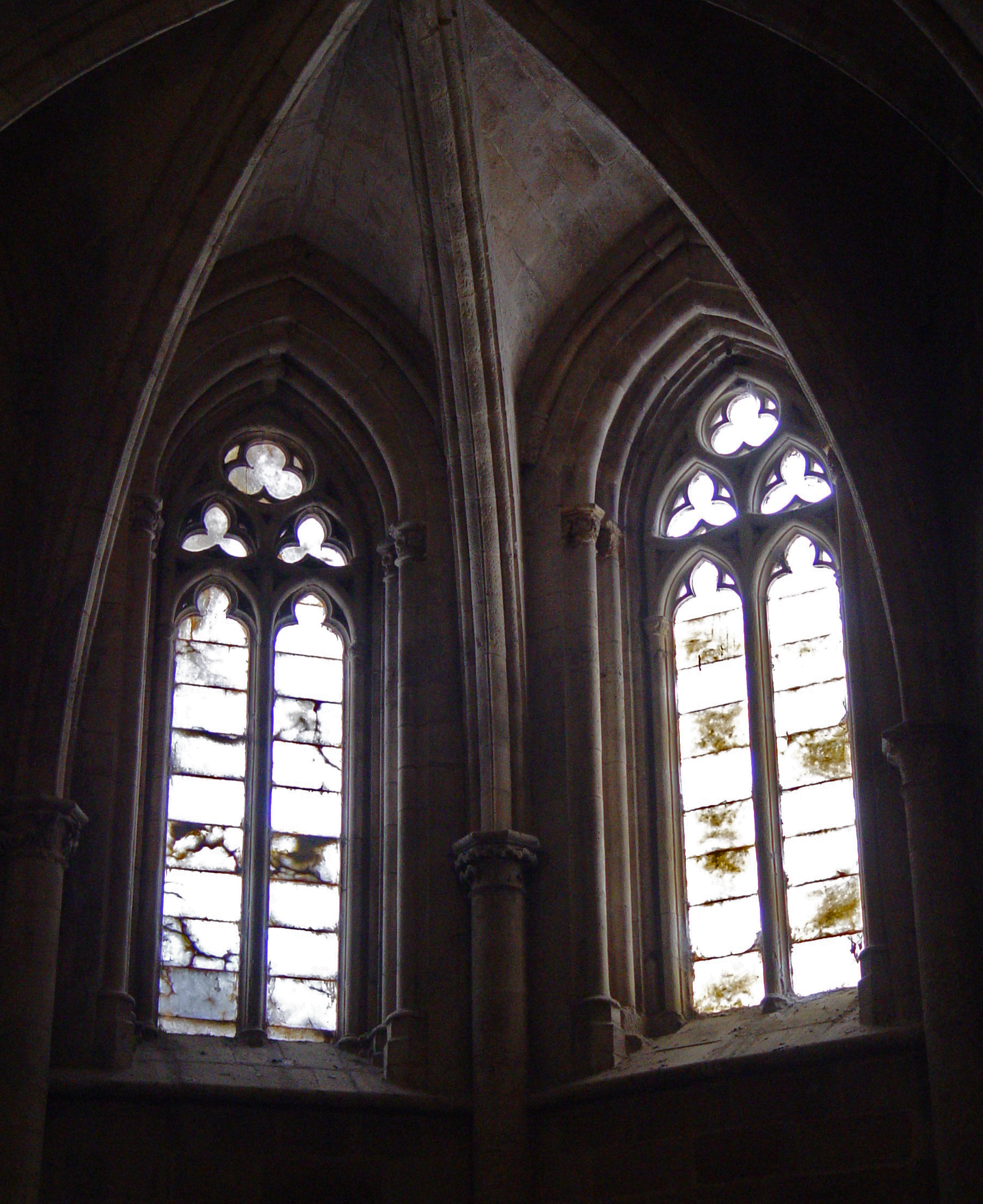
Алебастровые окна в церкви Санта-Мария-ла-Майор в Морелье, Испания (построено в XIII—XVI веках)

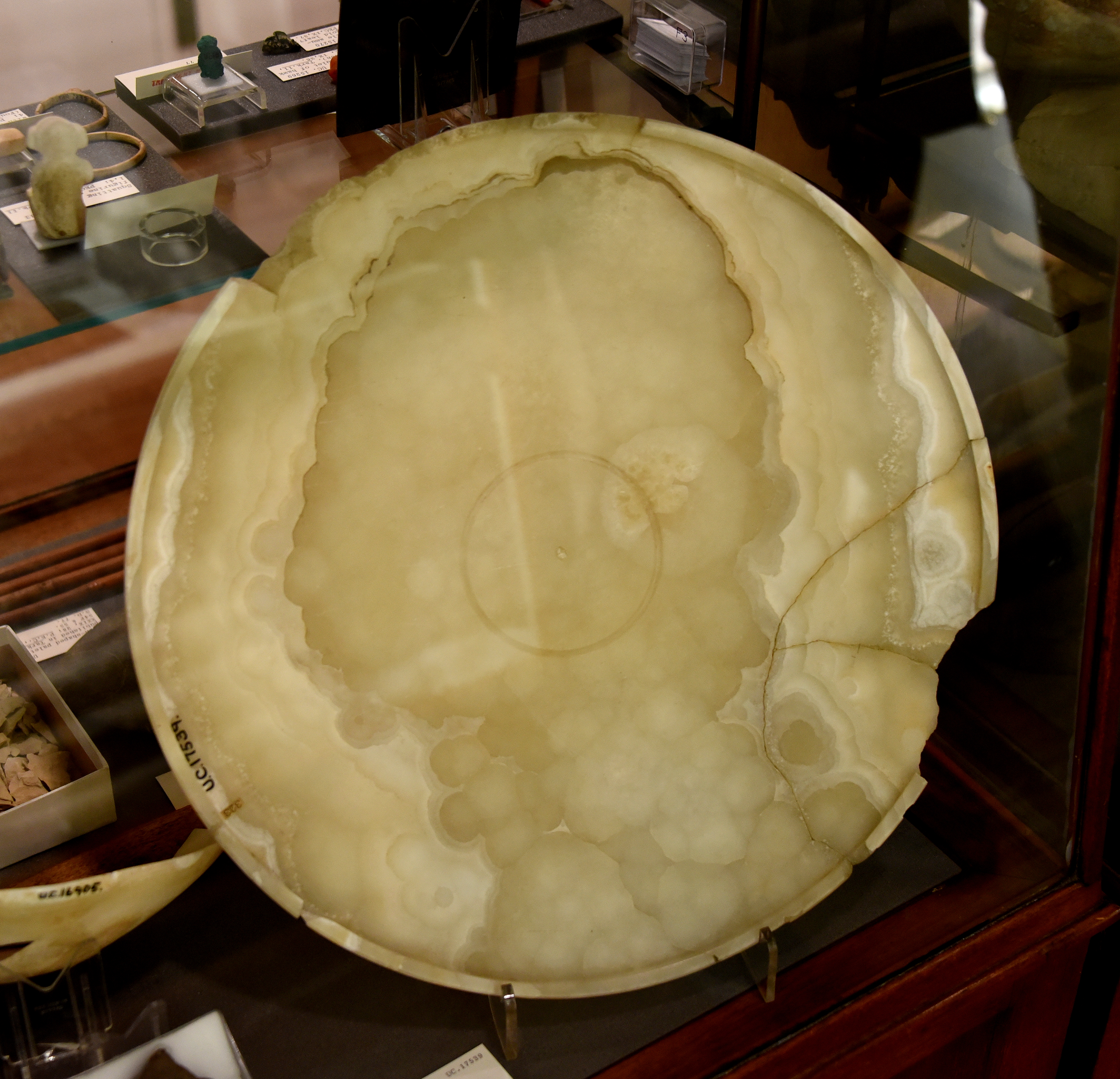
Кальцитовое блюдо из древнеегипетской гробницы «U», Семерхет

Алеба́стр (от греч. ἀλάβαστρος) — название двух различных минералов: гипса и кальцита. Первый — алебастр (алавастор), который используется в современности; второе — по большей части название материала в античности.
Эти два вида значительно отличаются друг от друга по относительной твёрдости. Гипс настолько мягок, что может быть поцарапан ногтем (твёрдость по шкале Мооса равна 2), в то время как кальцит достаточно твёрд (твёрдость по шкале Мооса равна 3), однако может быть легко поцарапан ножом. Кроме того, кальцитовый алебастр, будучи карбонатом, бурно реагирует с соляной кислотой, в то время как гипсовый алебастр в этом случае остаётся инертным.
Формула гипсового алебастра — CaSO4•2H2O.

## Этимология
Слово «алебастр» существует во многих языках, например, в английском — «alabaster», во французском — «albâtre». Слово распространилось из латинского («alabaster») и греческого («alabastros» или «alabastos») языков, где использовалось как название ваз, изготовленных из алебастра. По одной из версий слово «αλαβαστρος» у древних греков обозначало «белый», от чего и произошло название материала, из которого получали гипсовые отливки, а также — от названия гипсового камня, служившего сырьём для этого материала.

## Виды

### Кальцитовый алебастр
Кальцитовый алебастр упоминается в Библии, где он обычно называется «Восточным алебастром», так как изделия из него в то время привозились с Ближнего Востока. Греческое название «alabastrites» предположительно произошло от названия города Алебастрон в Древнем Египте, где камень добывался, однако местонахождение города должно было происходить от названия минерала, а не наоборот; в связи с этим происхождение названия осталось неясным, и существует предположение, что оно имеет арабские корни. Этот «восточный» алебастр высоко ценился и использовался для изготовления маленьких сосудов для парфюмерных изделий и ваз для мазей, которые назывались «alabastra», что также могло быть источником происхождения названия. Алебастр также использовали в Египте для изготовления погребальных сосудов и различных культовых и погребальных изделий. Роскошный саркофаг, изготовленный из цельного блока кальцитового алебастра из Алебастронат, находится в Музее Джона Соуна в Лондоне, был обнаружен Джованни Бельцони в 1817 году в могиле Сети I около Фив. Саркофаг был приобретён архитектором Джоном Соуном изначально для Британского музея.
Нарезанный тонкими листами, алебастр достаточно прозрачен, чтобы использоваться для небольших окон, в этом качестве он использовался в средневековых церквях, особенно в Италии. Большие алебастровые листы используются также в Кафедральном соборе Лос-Анджелеса (освящён в 2002 году). В соборе обеспечивается специальное охлаждение с целью избежания перегрева алебастровых листов, при котором они становятся непрозрачными.
Кальцитовый алебастр является материалом сталагмитовых отложений на полу и стенах известняковых пещер, или видом травертина, который образуется потоками известковой воды. Его смещение в смежных слоях приводит к проявлению ленточного рисунка, который можно увидеть при распиле мрамора, часто этот камень называется мраморный оникс, или оникс-мрамор, или алебастр-оникс, а иногда просто оникс — этот термин, тем не менее, является неверным, так как оникс — разновидность кварца. Месторождения египетского алебастра активно разрабатывались около Суэца и Асьюта; много древних карьеров обнаружено в пустыне Тель эль-Амарна. Алжирский оникс-мрамор добывался в провинции Оран. В Мексике известные месторождения тонкого зелёного алебастра находятся недалеко от города Пуэбла. Месторождения оникс-мрамора находятся также в районе Техуакан, а также в штатах Калифорния, Аризона, Юта, Колорадо и Виргиния.

### Гипсовый алебастр
В современности, если термин «алебастр» используется без уточнения, это всегда означает «гипсовый алебастр». Этот минерал добывается во многих странах мира. Тысячи изделий из гипсового алебастра, датированные концом 4-го тысячелетия до н. э., были обнаружены в Тель-Браке (в древности Нагар), в Сирии. Найденная в Месопотамии статуэтка из гипсового алебастра, предположительно изображающая бога Абу, датируется первой половиной 3-го тысячелетия до н. э.
Сегодня гипсовый камень (алебастр) — это в основном сырьё для производства гипса, порошкообразного вяжущего материала, получаемого путём термической обработки природного двухводного гипса CaSO4·2H2O при температуре 150—180 °C в аппаратах, сообщающихся с атмосферой, до превращения его в полуводный гипс CaSO4·0,5H2O — гипс β-модификации. Продукт измельчения гипса β-модификации в тонкий порошок до или после обработки называется строительным гипсом или алебастром, при более тонком помоле получают формовочный гипс или, при использовании сырья повышенной чистоты, медицинский гипс.
При низкотемпературной (95—100 °C) тепловой обработке в герметически закрытых аппаратах образуется гипс α-модификации, продукт измельчения которого называется высокопрочным гипсом.
В смеси с водой гипсовый порошок быстро твердеет (20—60 мин.), превращаясь снова в двухводный гипс, с выделением тепла и незначительным увеличением объёма, однако такой вторичный гипсовый камень имеет уже равномерную мелкокристаллическую структуру, цвет различных оттенков белого (в зависимости от сырья), непрозрачный и микропористый. Эти свойства гипса находят применение в различных сферах деятельности человека.

### Чёрный алебастр
«Чёрный алебастр» является редкой формой минерала на основе гипса, найденной только в трёх местах в мире: в штате Оклахома (США), Италии и Китае.
Недалеко от городка Фридом (штат Оклахома, США) находится массив естественных гипсовых пещер в парке штата Алебастровые пещеры, в которых большая часть гипса находится в форме алебастра. На этом участке обнаружено несколько типов алебастра, в том числе розовый, белый, а также редкий чёрный алебастр.

## Применение
С древнейших времён алебастр привлекал человека красотой и лёгкостью в обработке. Из него вырезали скульптуру и сосуды различного назначения, а тонкие пластины прозрачного и бесцветного кристаллического гипса использовали для остекления окон. Неизвестно, когда из него научились получать твердеющий в смеси с водой порошок, называвшийся также «алебастр», но известно, что не только древние греки, римляне и египтяне владели этой технологией, но и гораздо ранее их народы Малой и Средней Азии уже применяли его в строительстве и искусстве.
Сейчас алебастром перестали называть строительный гипс — ныне название «алебастр» устарело и в ГОСТах не используется.
Современный строительный гипс — это порошок белого, желтоватого, розоватого или светло-серого цвета, со значительной примесью крупной фракции (песка), поступающий в розницу обычно в бумажных мешках весом до 40 кг. Применяется в строительстве как воздушное вяжущее вещество для оштукатуривания стен и потолков в зданиях с относительной влажностью не более 60 %, как основа для изготовления специальных строительных смесей (шпатлёвок, штукатурок), в производстве гипсовых перегородочных панелей, листов сухой штукатурки, гипсокартона, вентиляционных коробов, арболита, гипсоволокнистых и гипсостружечных плит. При смешивании с водой строительный гипс быстро затвердевает, снова превращаясь в гипсовый камень, что используется в нетребовательных к прочности материала строительных, скульптурных и архитектурных работах, а также в медицине. В отличие от высокопрочных гипсов, имеет укороченные сроки схватывания из-за большого содержания крупнозернистой фракции, выступающей как катализатор и повышенную адгезию к поверхностям, что ценно в строительстве, однако и меньшую прочность (обычно Г-5…Г-7, где число — прочность на сжатие в МПа) и большую пористость. Из всех гипсов это самый низкосортный и дешёвый материал.
Высокопрочные и специальные гипсы, также производимые из гипсового камня, находят применение в скульптуре, керамическом производстве, стоматологии и ювелирном деле, в архитектуре и технике для изготовления произведений искусства, объёмных изделий, литейных и водопоглощающих форм, скрепления и герметизации отверстий и множества других промежуточных работ.

## Галерея

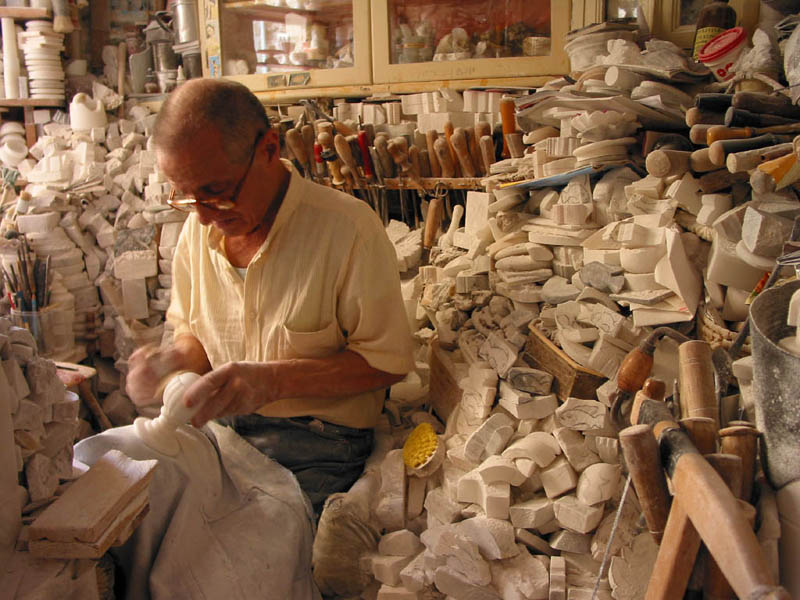
Алебастровая мастерская в Вольтерре, Италия
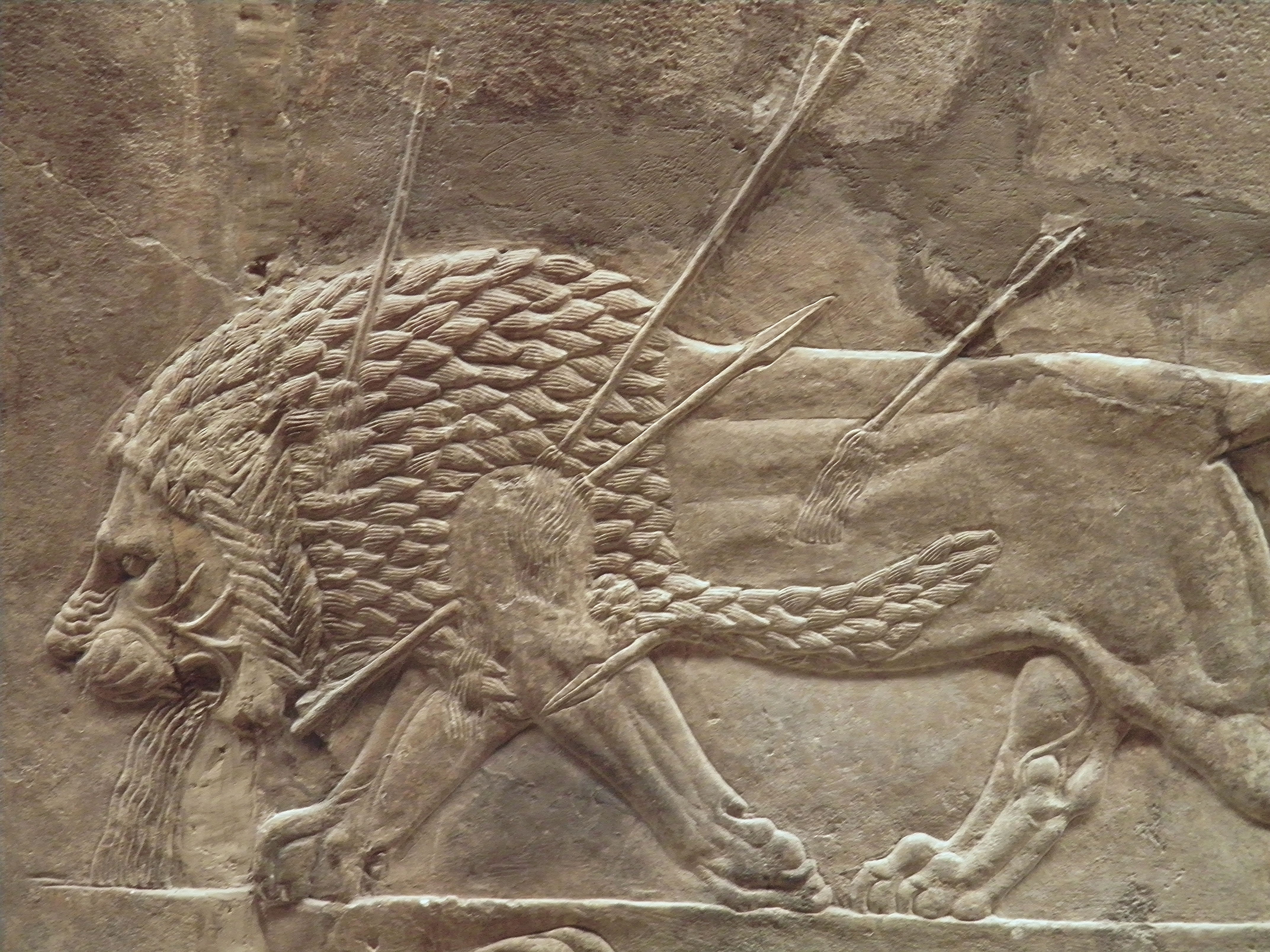
Раненый лев, деталь из Охоты на льва Ашшурбанипала, VII век до н. э., Британский музей
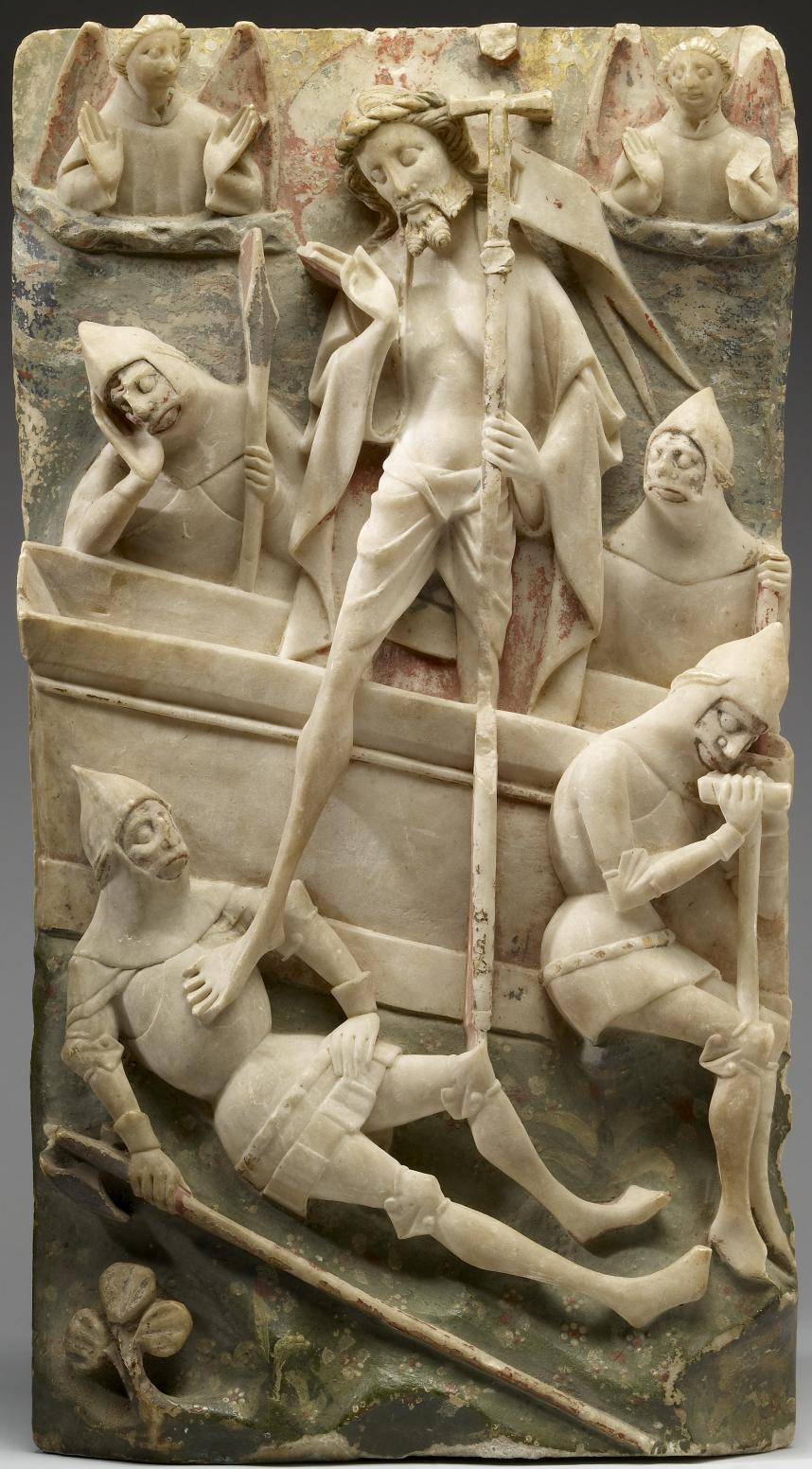
Воскресение Иисуса Христа, типичная алебастровая панель Ноттингема из алтарного набора, 1450–1490 годы, с остатками краски

### Древний и классический Ближний Восток

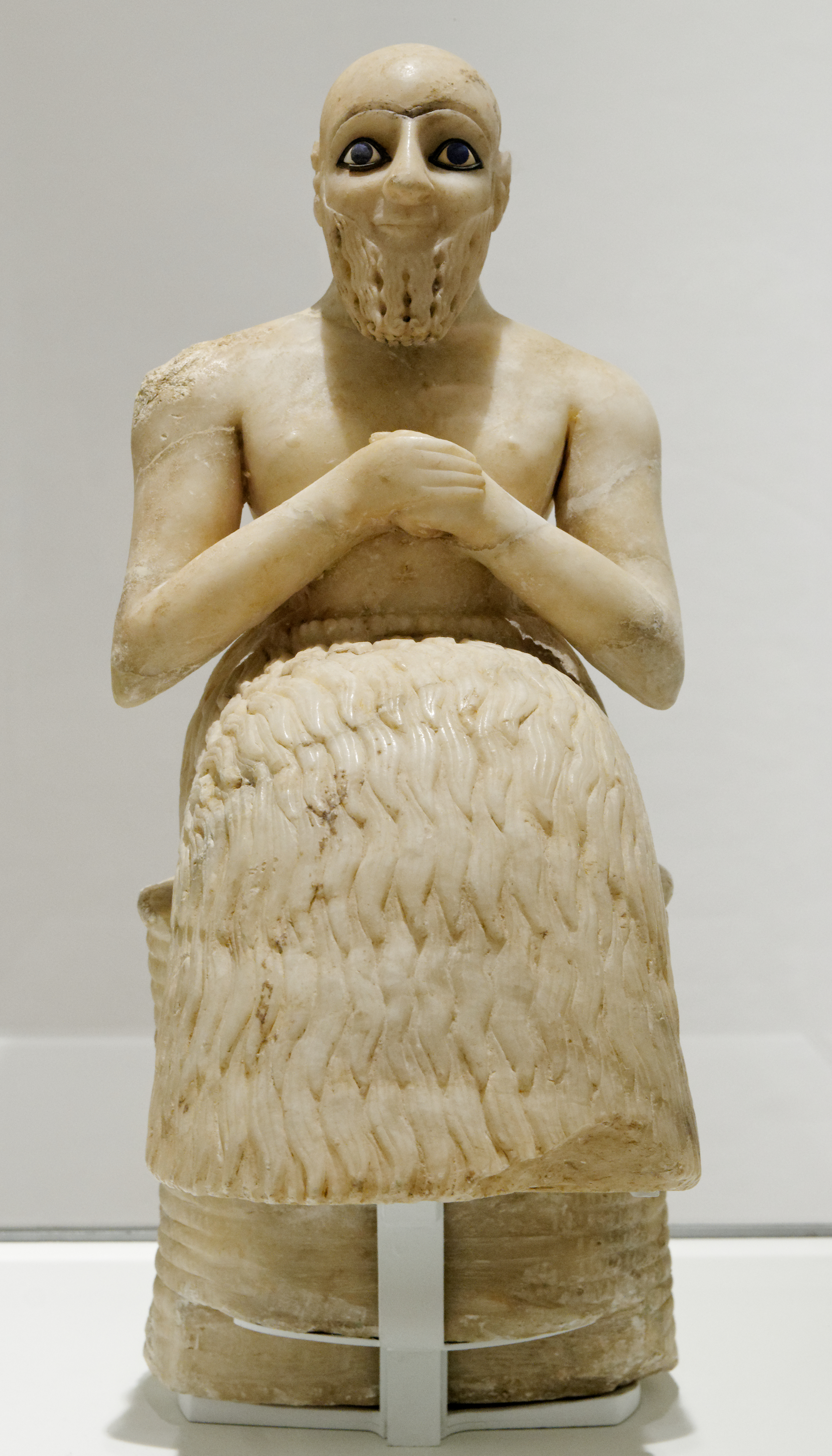
Алебастровая статуя из храма Иштар (Мари, совр. Сирия; 2400 до н. э.)
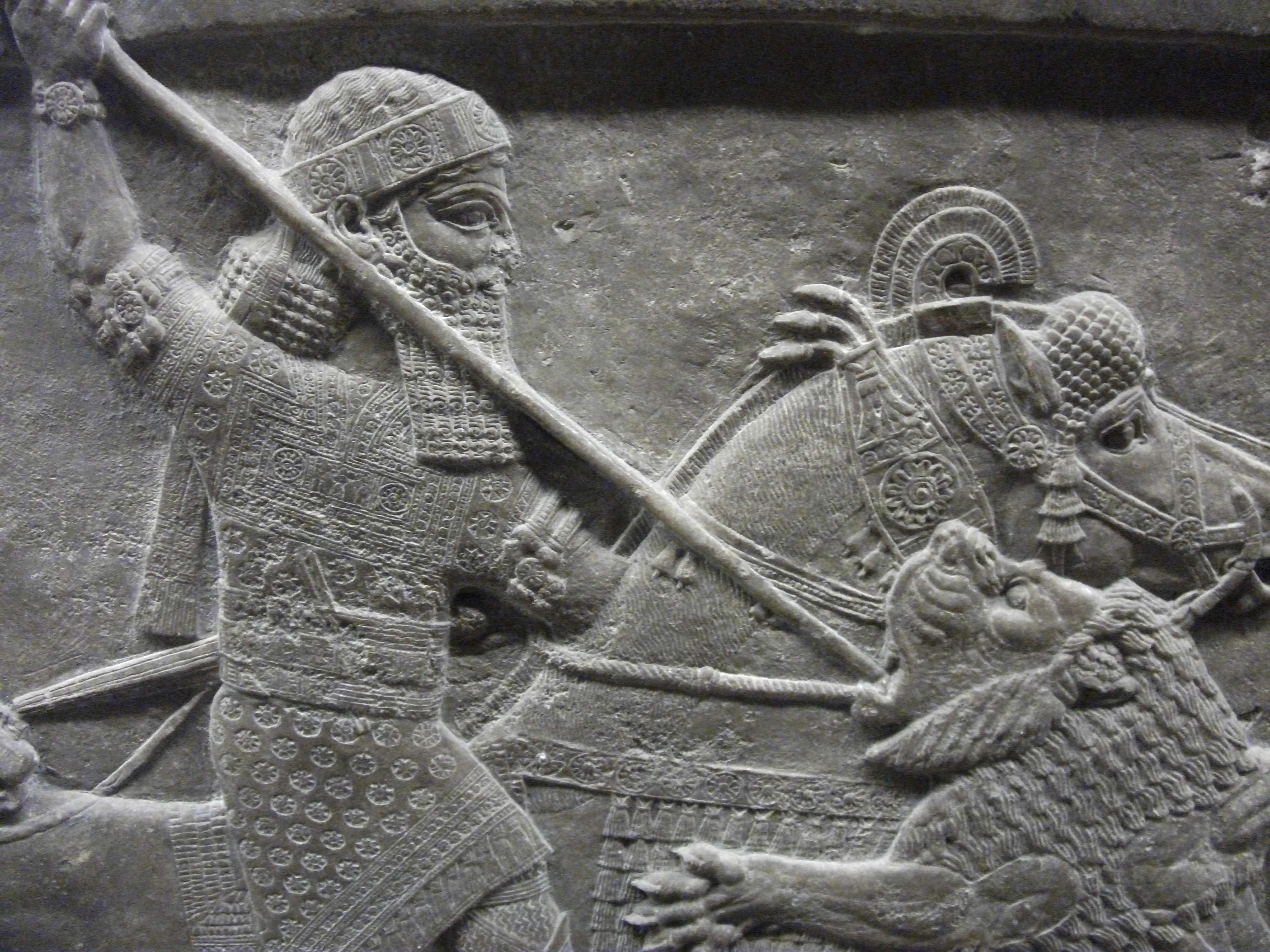
Ассирийский рельеф; царь Ашшурбанипал пронзает копьём льва

### Европейское средневековье

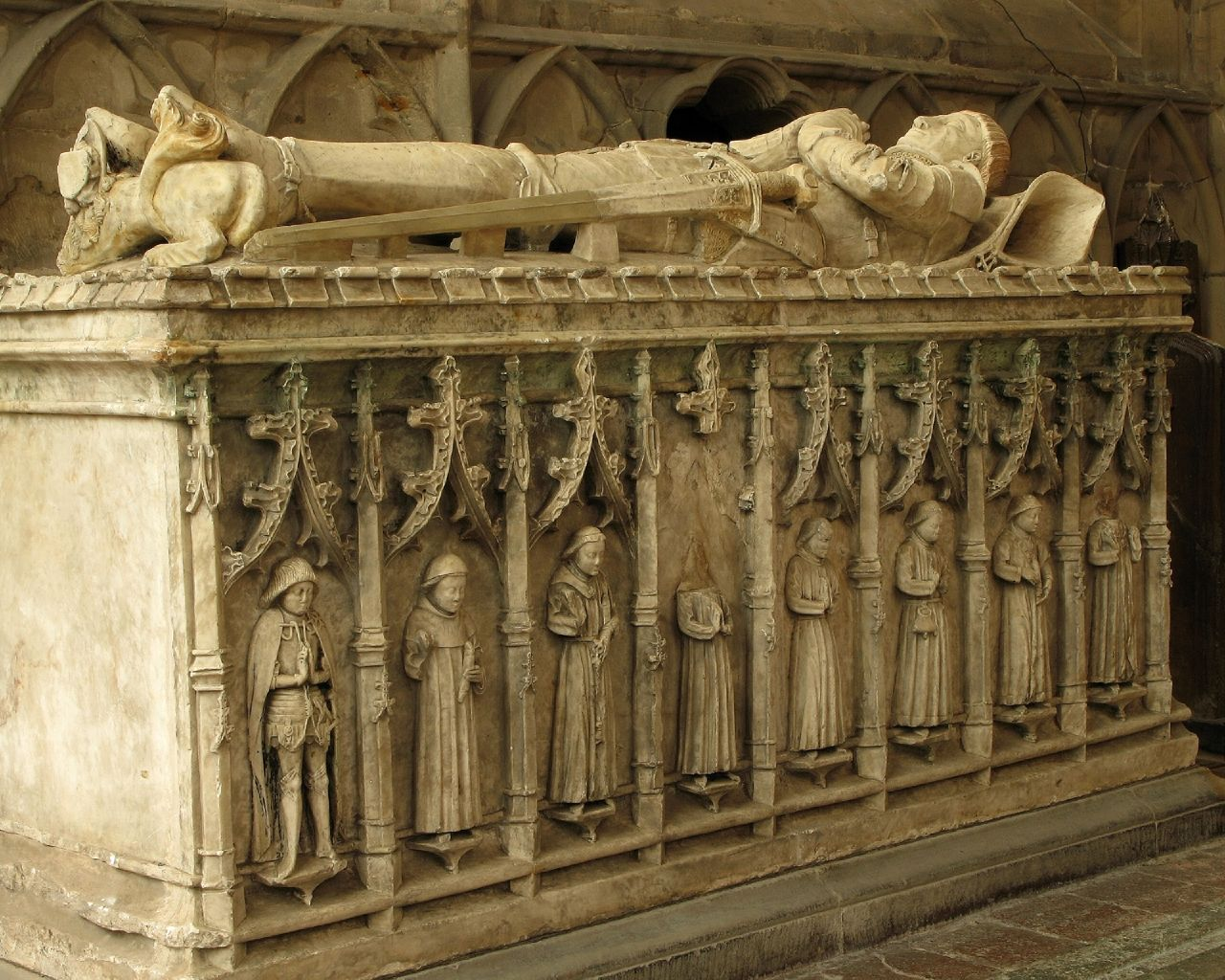
Алебастровый могильный памятник Николаю Фицерберту, умер в 1473 году н. э., в церкви Св. Марии и Св. Барлока, Норбери, Дербишир, Англия, Великобритания
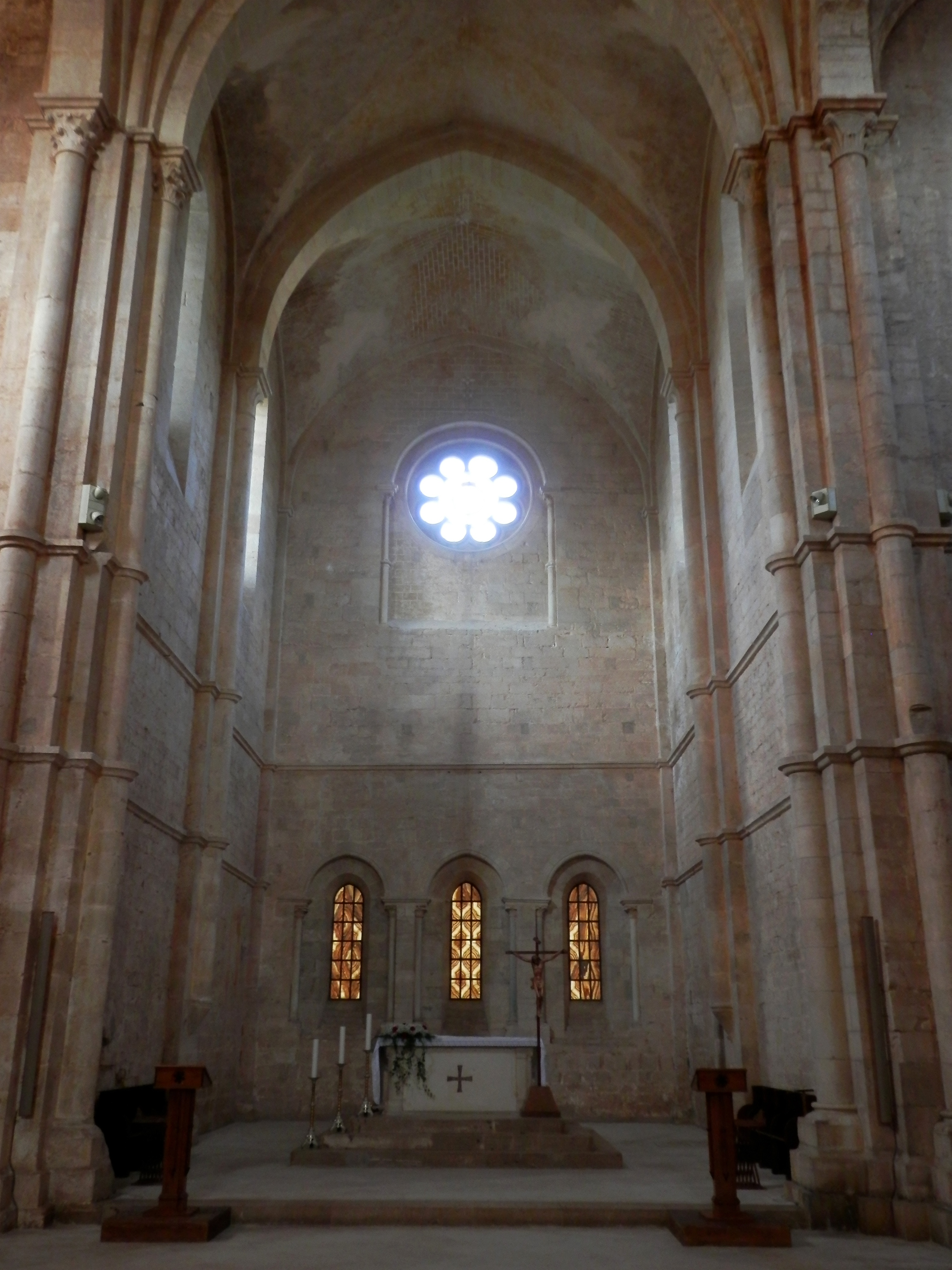
Окна из алебастра в хоре церкви Аббатства Фоссанова (XII век) в Латине, Италия
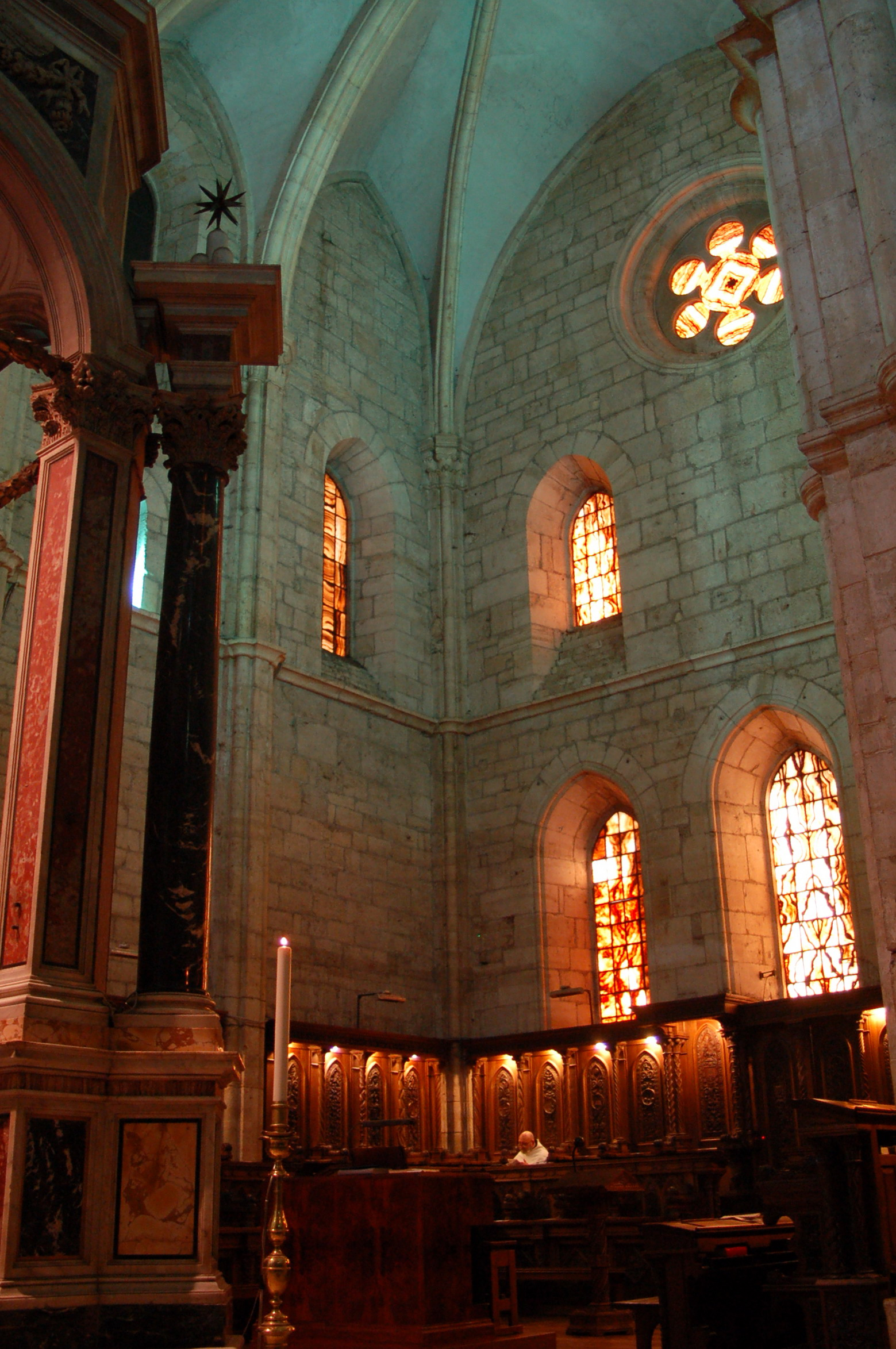
Окна из алебастра и розетка в центральной апсиде церкви аббатства Касамари (1203–1217 годы) в Лацио, Италия
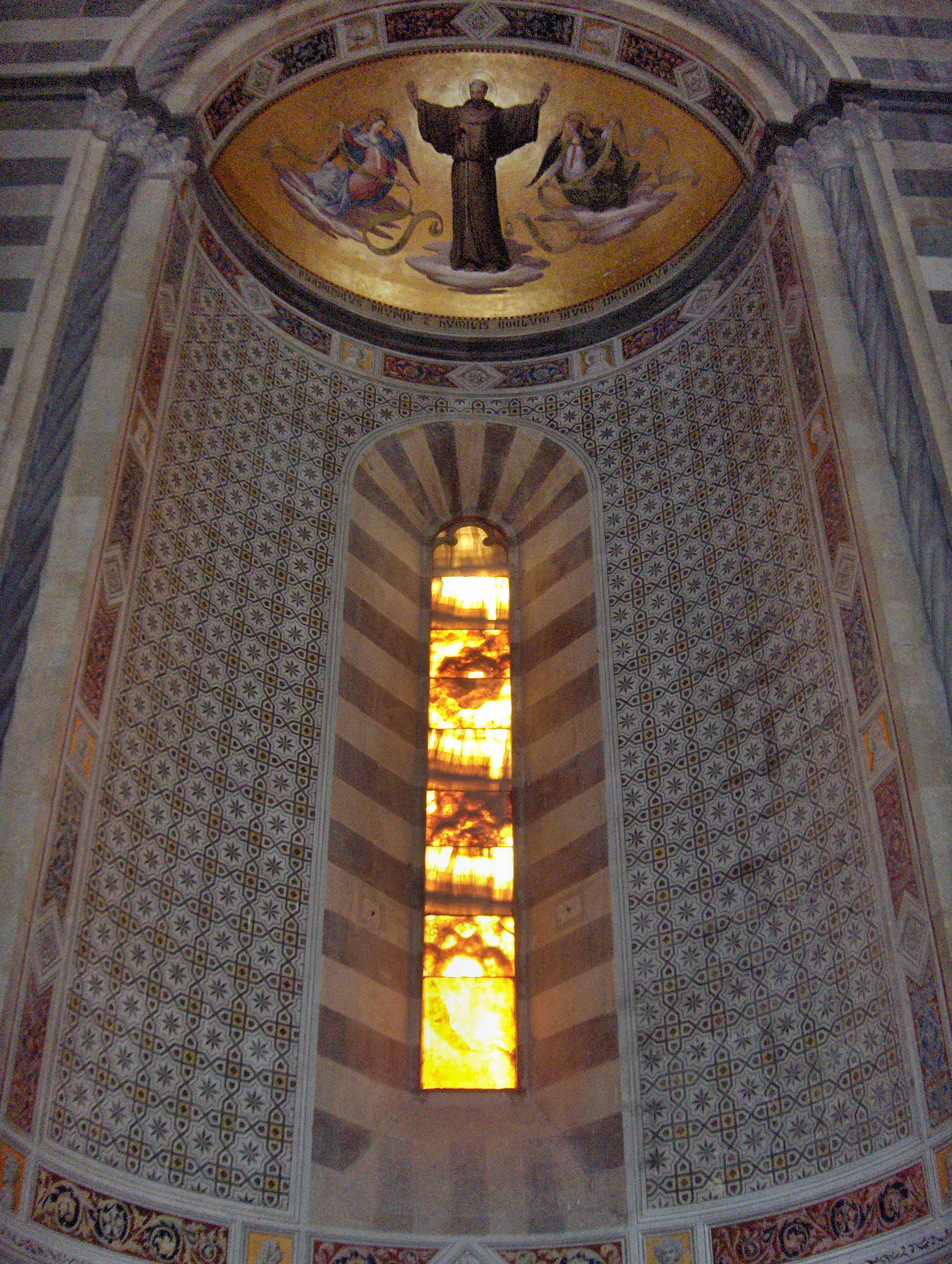
Алебастровое окно в соборе Орвието (XIV век), Орвието, Умбрия, Италия

### Современность

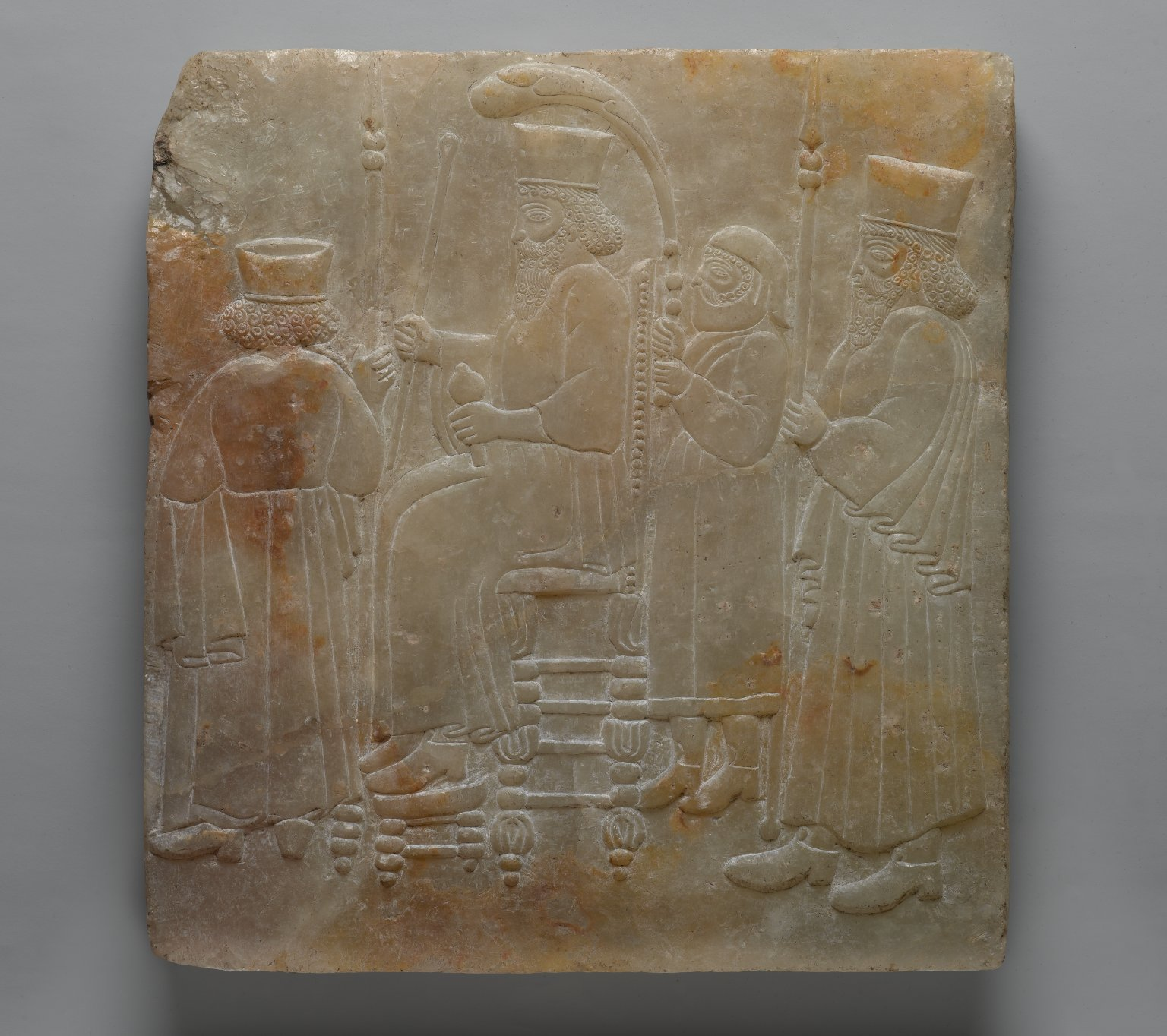
Архаизация рельефа сидящего шаха и сопровождающих лиц, Иран, Каджарский период (конец XIX века н. э., в стиле V–IV веков до н. э.). Бруклинский музей.
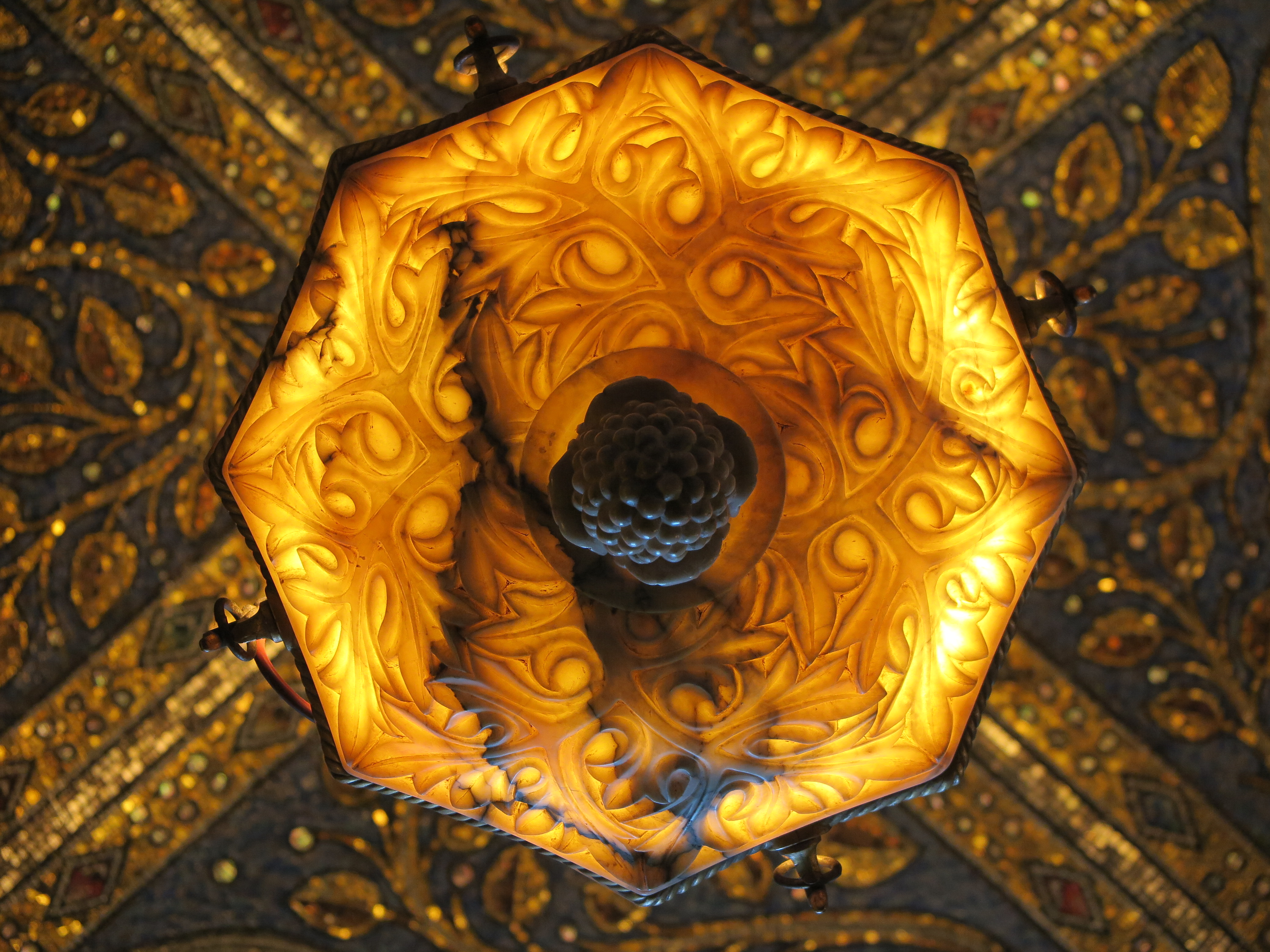
Алебастровая лампа, Ахенский собор, Германия (начало XX века)
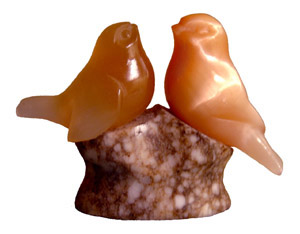
Арт-объект с гипсовой алебастровой основой с характерной пятнистостью